# Bridgwater
Bridgwater este un oraș în comitatul Somerset, regiunea South West, Anglia. Orașul aparține districtului Sedgemoor a cărui reședință este.